# Lauren Perdue
Lauren Perdue (ur. 25 czerwca 1991 w Charlottesville) – amerykańska pływaczka, specjalizująca się głównie w stylu dowolnym.
Mistrzyni olimpijska z Londynu (2012) w sztafecie 4 x 200 m stylem dowolnym.